# Auchy-les-Mines
Auchy-les-Mines ist eine französische Gemeinde mit 4642 Einwohnern (Stand: 1. Januar 2022) im Département Pas-de-Calais in der Region Hauts-de-France; sie gehört zum Arrondissement Béthune und zum Kanton Douvrin. Die Einwohner werden Alciaquois genannt.

## Geographie
Die Gemeinde Auchy-les-Mines liegt am Canal d’Aire im Nordfranzösischen Kohlerevier, zehn Kilometer östlich von Béthune und zehn Kilometer nördlich von Lens. Sie wird von den Nachbargemeinden Violaines im Westen und Norden, Haisnes im Osten und Süden sowie Vermelles im Südwesten umgeben. Durch die Gemeinde führt die frühere Route nationale 41 (heutige D941). An die früheren Bergbauaktivitäten in Auchy-les-Mines erinnern heute noch die Bergarbeitersiedlung Cité Madagascar und die Bergbaufolgelandschaft um den ehemaligen Schacht Nr. 8.

## Bevölkerungsentwicklung
| 1962 | 1968 | 1975 | 1982 | 1990 | 1999 | 2006 | 2015 | 2022 |
| ---- | ---- | ---- | ---- | ---- | ---- | ---- | ---- | ---- |
| 3827 | 3989 | 3785 | 3664 | 4076 | 4459 | 4313 | 4676 | 4642 |

## Sehenswürdigkeiten

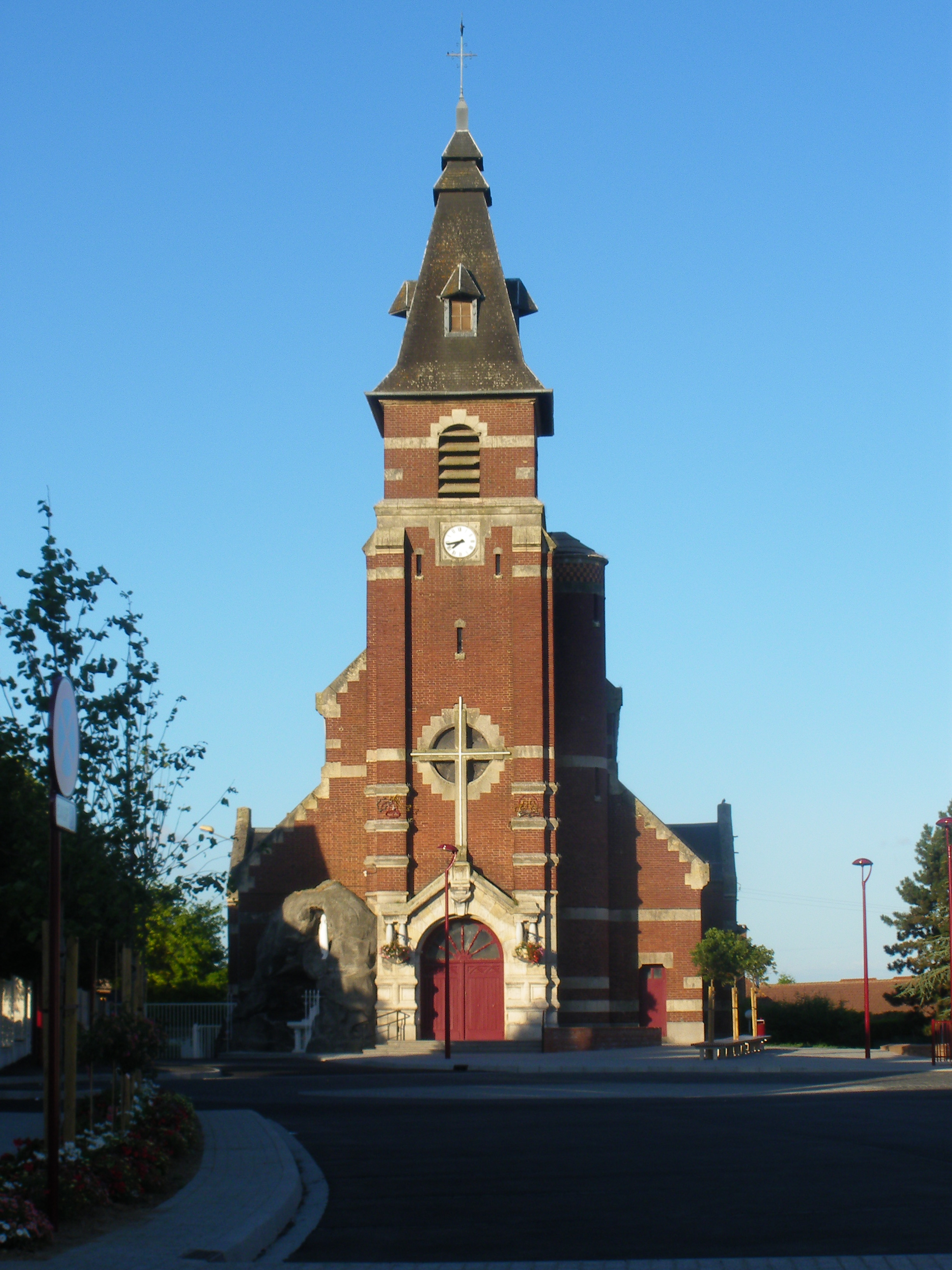
Kirche Saint-Martin
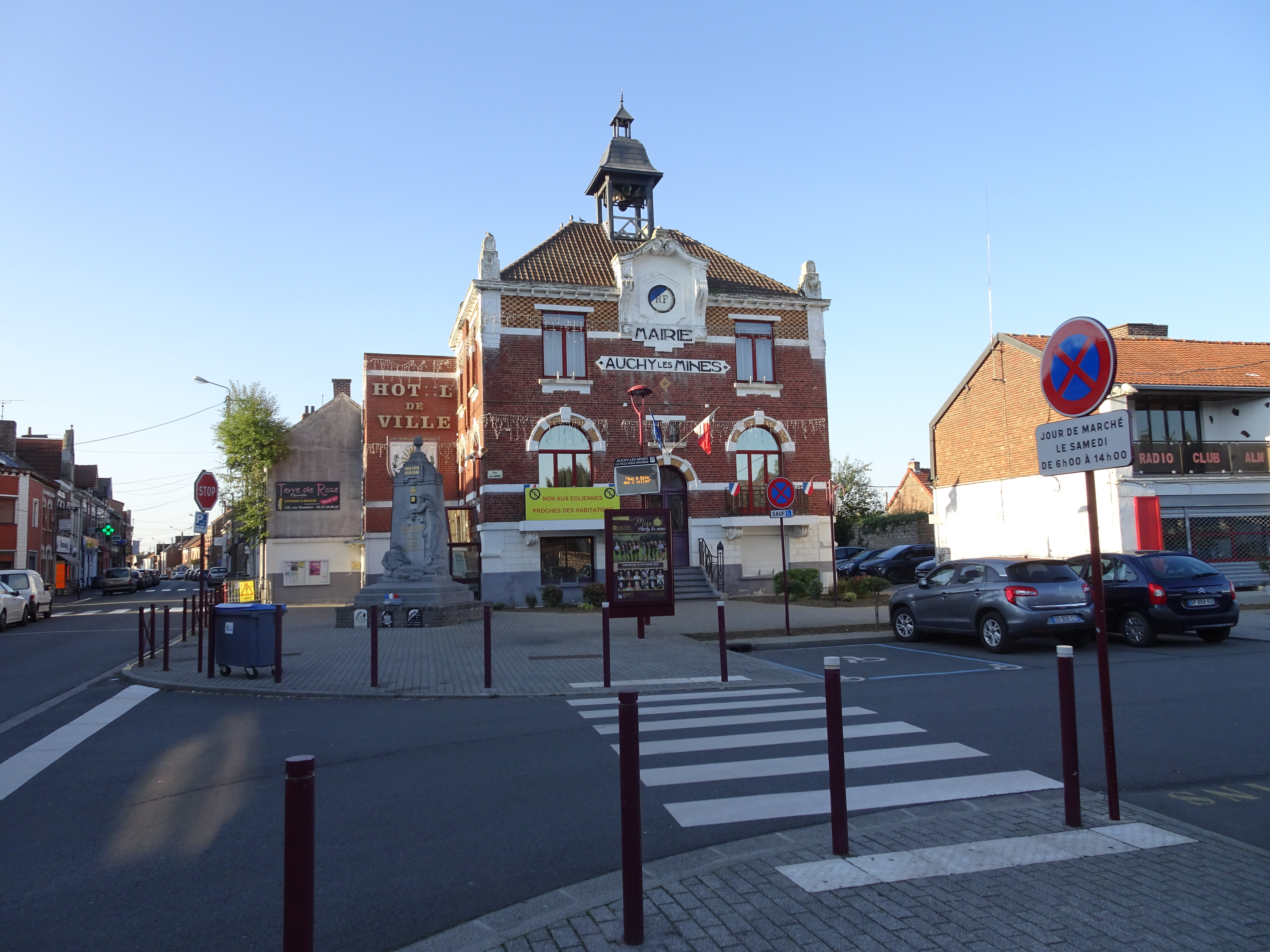
Mairie Auchy-les-Mines
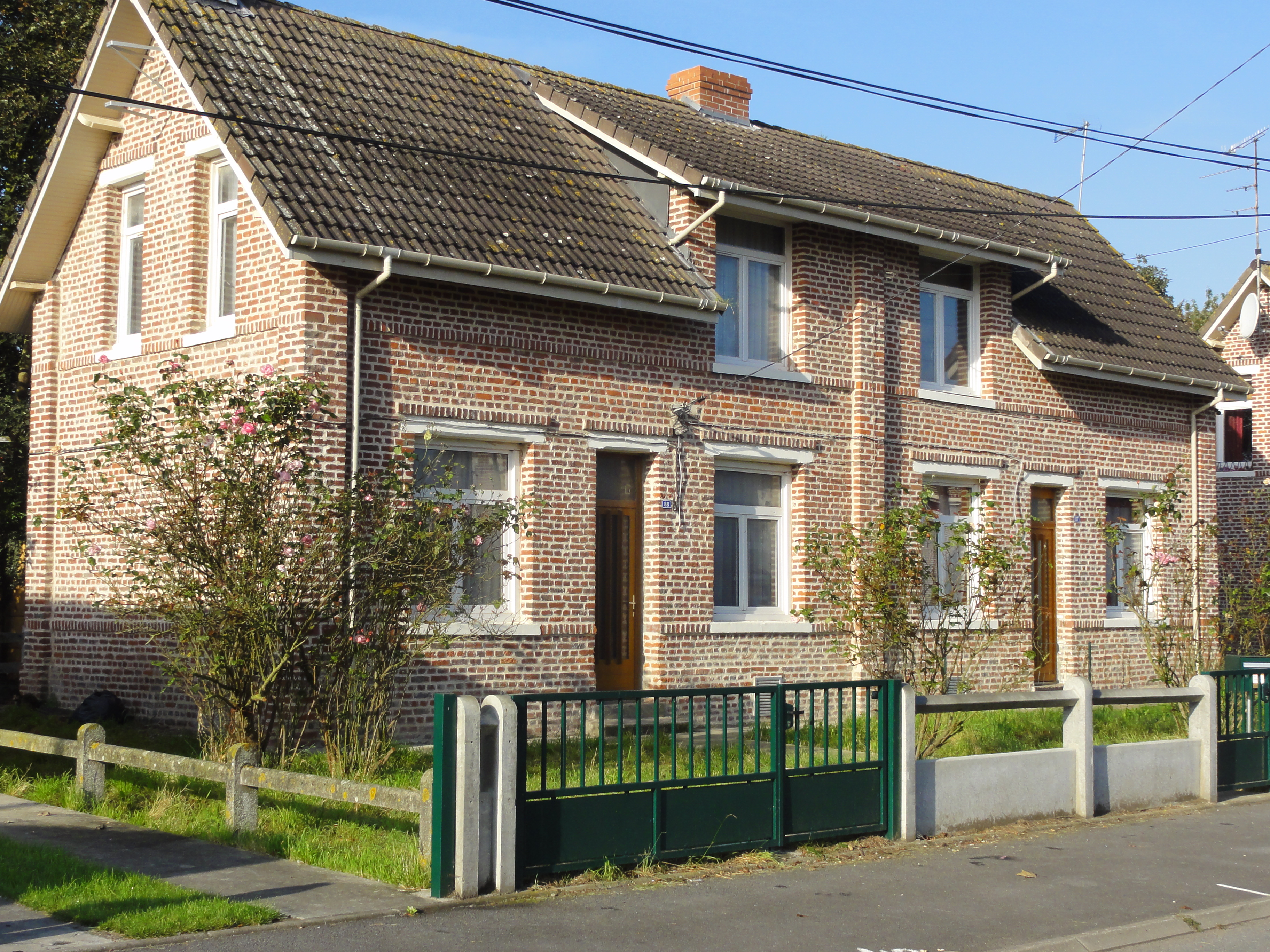
Bergarbeiterhaus in der Cité Madagascar

- Rathaus
- Wasserturm

- Kirche Saint-Martin
- Mairie Auchy-les-Mines
- Bergarbeiterhaus in der Cité Madagascar